# Torrent de la Devesa (Talamanca)
El torrent de la Devesa és un torrent que discorre pel terme municipal de Talamanca, de la comarca del Bages. Neix a prop del termenal amb Monistrol de Calders.
Es forma a la Devesa, a l'extrem nord-est del terme municipal, a ponent del Serrat de Mussarra i a migdia de Bonesfonts, en el vessant nord-oest del Turó de Lligabosses.
Des d'aquest lloc davalla cap a l'oest-sud-oest, entre dos contraforts occidentals del Serrat de Mussarra, fins que s'aboca en la riera de Talamanca.